# Radio Hoogeveen
Radio Hoogeveen is een lokale radio-omroep uit Hoogeveen die volledig draait op de inzet van vrijwilligers. De zender verzorgt radio-uitzendingen via de ether, de kabel en het internet.
De radiozender ontstond in de jaren 80 als Lokale Omroep Hoogeveen, maar werd destijds geen succes. Begin 1990 werd daarom een herstart gemaakt, waarop in februari 1991 een zendmachtiging verkregen werd en de omroep zijn uitzendingen begon vanuit een studio boven een lokale speelhal. Enkele van de destijds gestarte programma's zijn ook nu nog te beluisteren. In januari 1995 betrok Radio Hoogeveen een nieuwe studio, die op 31 oktober 1996 volledig uitbrandde. Na acht maanden te hebben gewerkt vanuit de studio van Omroep Zuidwolde kon men in februari 1997 dankzij hulp van verenigingen, kerken, bedrijven, het gemeentebestuur en een benefietconcert de nieuwe en huidige studio betrekken. De nieuwe studio bevindt zich in het Raadhuis in Hoogeveen. Het muziekdossier, Oranje top 40 en de bingo zijn voorbeelden van programma's die hier worden gemaakt.